# Grottaminarda

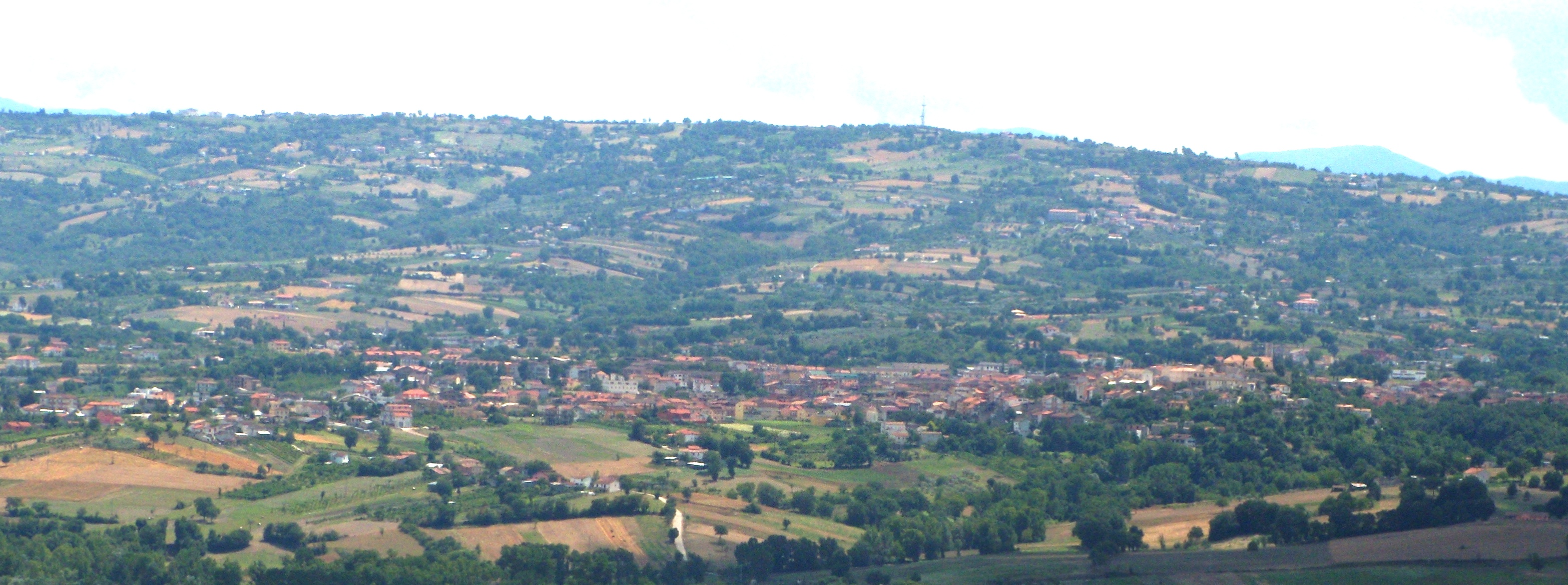
Grottaminarda

Grottaminarda ist eine italienische Gemeinde mit 7638 Einwohnern (Stand 31. Dezember 2023) in der Provinz Avellino in der Region Kampanien.

## Geografie
Die Nachbargemeinden sind Ariano Irpino, Bonito, Flumeri, Fontanarosa, Frigento, Gesualdo, Melito Irpino und Mirabella Eclano. Ein weiterer Ortsteil ist Carpignano.